# Giovanni Nani
Giovanni Nani (al secolo Giambattista; Venezia, 28 febbraio 1727 – Brescia, 23 ottobre 1804) è stato un vescovo cattolico italiano.

## Biografia

### Origini e sacerdozio
Figlio del senatore Antonio e di Lucrezia Lombardo, nacque dai Nani del ramo di San Trovaso, cospicua famiglia del patriziato veneziano.
Dopo gli studi superiori, passò all'università di Padova conseguendo il dottorato in utroque iure solo nel 1767. Frattanto aveva cominciato il tradizionale cursus honorum degli aristocratici sino a entrare nel Maggior Consiglio, ma a trentatré anni lasciò la politica per intraprendere la carriera ecclesiastica. Creato chierico nel 1755, assunse poco dopo gli ordini minori e divenne sacerdote nel 1762. Passò i primi cinque anni dalla consacrazione presso la parrocchia di origine di San Trovaso, occupandosi in particolare del catechismo dei bambini e delle opere caritatevoli.

### Vescovo di Torcello
Il 12 giugno 1767 fu nominato vescovo di Torcello e, dopo la conferma da parte del Senato, il 26 luglio successivo fu ordinato a Roma da papa Clemente XIII.
Il Nani fu particolarmente attivo nella sua diocesi, pur povera e decadente. Restaurò e riaprì il seminario vescovile, riattivò alcune congregazioni, organizzò visite pastorale, incentivò le attività caritatevoli e il catechismo. Ebbe inoltre alcuni contrasti con il patriarca di Venezia Giovanni Bragadin attorno alla giurisdizione del seminario di San Cipriano, sito a Murano.

### Vescovo di Brescia
Giunto a conoscenza del suo zelo pastorale, papa Clemente XIV decise di trasferirlo presso la più prestigiosa diocesi di Brescia con il breve apostolico del 19 aprile 1773. Prese possesso della diocesi solo il 26 maggio, entrandovi definitivamente il 26 giugno.
La situazione nella sede bresciana era tutt'altro che rosea. La diocesi era difficile da amministrare per la sua estensione territoriale e la numerosità di chiese e sacerdoti, ma anche per gli attriti che erano insorti tra i membri del clero secolare.
Tra le sue prime iniziative vi fu l'attuazione della soppressione dei Gesuiti, insediati presso le chiese cittadine di Santa Maria delle Grazie e di Sant'Antonio di Vienne. Successivamente, si preoccupò della formazione del clero, adoperandosi per il seminario di Brescia e per quelli minori di Salò e Lovere e offrendo aiuto materiale ai chierici bisognosi. Creato duca della Val Camonica, nonostante la vastità della diocesi non trascurò nemmeno le visite pastorali, rivolgendosi in particolare alle parrocchie del contado (delle 171 visitate, solo 4 erano in città). Riformò in aggiunta i conventi femminili e promosse il catechismo: dispose, tra l'altro, che ogni domenica si tenessero sotto la Loggia degli incontri aperti al popolo. Nel 1802 nominò suo vicario generale il professor Pietro Angelo Stefani.
Si oppose alla conquista francese della zona e venne mandato in esilio nel 1797 e nel 1800.

## Genealogia episcopale
La genealogia episcopale è:
- Cardinale Scipione Rebiba
- Cardinale Giulio Antonio Santori
- Cardinale Girolamo Bernerio, O.P.
- Arcivescovo Galeazzo Sanvitale
- Cardinale Ludovico Ludovisi
- Cardinale Luigi Caetani
- Cardinale Ulderico Carpegna
- Cardinale Paluzzo Paluzzi Altieri degli Albertoni
- Papa Benedetto XIII
- Papa Benedetto XIV
- Papa Clemente XIII
- Vescovo Giovanni Nani